# Халле, Лео
Леонард Герман Геррит (Лео) Халле (нидерл. Leonard Herman Gerrit "Leo" Halle; 26 января 1906[…] или 21 января 1906, Девентер, Оверэйссел — 15 июня 1992, Девентер, Оверэйссел) — нидерландский футболист, игравший на позиции вратаря. Всю свою игровую карьеру провёл в клубе «Гоу Эхед». В составе клуба дважды в 1930 и 1933 годах становился чемпионом Нидерландов.
В составе национальной сборной дебютировал в 1928 году в выездном мачте против Италии. Всего за сборную провёл пятнадцать встреч.

## Личная жизнь
Отец — Йохан Халле, был родом из Олста, мать — Йоханна Клёйн, родилась в Эпе. Родители поженились в феврале 1899 года в Девентере — на тот момент отец работал производителем сигар. В их семье было ещё трое детей: дочери Янна и Кристина, сын Ян.
Женился в возрасте двадцати семи лет — его супругой стала 25-летняя Албердина (Дин) Стенбрюгген. Их брак был зарегистрирован 5 июля 1933 года. В браке родилось трое детей: сын и две дочери, одна из которых умерла в младенчестве.
Умер 15 июня 1992 года в родном Девентере в возрасте 86 лет. В последние годы жизни страдал болезнью Паркинсона и имел проблемы с сердцем.
В 2008 году его супруга отметила 100-летний юбилей, она умерла в 2010 году.

## Статистика

### Матчи Халле за сборную Нидерландов
| Матчи Халле за сборную Нидерландов | Матчи Халле за сборную Нидерландов | Матчи Халле за сборную Нидерландов | Матчи Халле за сборную Нидерландов | Матчи Халле за сборную Нидерландов | Матчи Халле за сборную Нидерландов |
| ---------------------------------- | ---------------------------------- | ---------------------------------- | ---------------------------------- | ---------------------------------- | ---------------------------------- |
| №                                  | Дата                               | Соперник                           | Счёт                               | Пропущено голов                    | Соревнование                       |
| 1                                  | 2 декабря 1928                     | Италия                             | 2:3                                | 3                                  | Товарищеский матч                  |
| 2                                  | 4 ноября 1934                      | Швейцария                          | 4:2                                | 2                                  | Товарищеский матч                  |
| 3                                  | 17 февраля 1935                    | Германия                           | 2:3                                | 3                                  | Товарищеский матч                  |
| 4                                  | 31 марта 1935                      | Бельгия                            | 4:2                                | 2                                  | Товарищеский матч                  |
| 5                                  | 12 мая 1935                        | Бельгия                            | 2:0                                | —                                  | Товарищеский матч                  |
| 6                                  | 18 мая 1935                        | Англия                             | 0:1                                | 1                                  | Товарищеский матч                  |
| 7                                  | 3 ноября 1935                      | Дания                              | 3:0                                | —                                  | Товарищеский матч                  |
| 8                                  | 8 декабря 1935                     | Ирландия                           | 5:3                                | 3                                  | Товарищеский матч                  |
| 9                                  | 12 января 1936                     | Франция                            | 6:1                                | 1                                  | Товарищеский матч                  |
| 10                                 | 1 ноября 1936                      | Норвегия                           | 3:3                                | 3                                  | Товарищеский матч                  |
| 11                                 | 31 января 1937                     | Германия                           | 2:2                                | 2                                  | Товарищеский матч                  |
| 12                                 | 7 марта 1937                       | Швейцария                          | 2:1                                | 1                                  | Товарищеский матч                  |
| 13                                 | 4 апреля 1937                      | Бельгия                            | 1:2                                | 2                                  | Товарищеский матч                  |
| 14                                 | 2 мая 1937                         | Бельгия                            | 1:0                                | —                                  | Товарищеский матч                  |
| 15                                 | 31 октября 1937                    | Франция                            | 2:3                                | 3                                  | Товарищеский матч                  |

Итого: 15 матчей / пропущено 26 голов; 8 побед, 2 ничьи, 5 поражений.

## Достижения
«Гоу Эхед»
- Чемпион Нидерландов (2): 1929/30, 1932/33